# Gorenje Blato
Gorenje Blato este o localitate din comuna Škofljica, Slovenia, cu o populație de 163 de locuitori.